# Расселл (группа университетов)
Группа «Расселл» (англ. Russell Group) — элитная группа взаимодействия двадцати четырёх престижных университетов Великобритании. В совокупности на данную группу приходится 2/3 всех исследовательских грантов и финансирования исследовательских контрактов в Великобритании, 56 % всех присуждённых в Великобритании докторских степеней и свыше 30 % британских студентов из стран, не относящихся к ЕС.
Получила название в память о неформальных встречах в гостинице «Рассел» на площади Рассел-сквер в Лондоне незадолго до формальной встречи ректоров и вице-канцлеров британских университетов на Тависток-сквер. Формально группа учреждена в 1994 с тем, чтобы представлять интересы университетов-членов перед правительством, парламентом и другими влиятельными органами.
Иногда рассматривается как британский эквивалент Лиги плюща в США, хотя наиболее правдоподобным аналогом американской Лиги Плюща в Великобритании скорее является т. н. «Золотой треугольник» университетов и колледжей, в который входят несколько членов группы Рассел.
В Группу Рассел входят крупнейшие университеты Великобритании; 18 из нынешних 20 членов группы входят в ведущую двадцатку по объёмам финансирования исследований.
Детальное исследование, критикующее субъективность выделения Russell Group в отдельный пул, опубликовано в 2015 году Викки Боливер. Исследование показывает, что среди 39 т. н. «старых университетов» 22 университета Группы Рассел по сути не дифференцированы с 17 другими престижными «старыми университетами». Имеется в виду, что именно эти 39 ведущих вузов формируют в Великобритании второй особый кластер элитных университетов после Оксбриджа.
Создание группы «Расселл» вызвало ответную реакцию в виде создания ряда альтернативных организаций. С одной стороны, 19 меньших университетов образовали Группу 1994. Два университета из этой группы позднее перешли в Группу Рассел. С другой стороны. в ответ на то, что Группа Рассел выступила в поддержку оплаты за образование, студенческие союзы университетов — членов группы образовали Группу Олдвич как параллельную организацию, отстаивающую интересы их студентов.

## Организация
Цели
Russell Group заявляет, что «ее цель состоит в том, чтобы помочь нашим университетам иметь оптимальные условия для процветания и продолжения социального, экономического и культурного воздействия посредством своих ведущих мировых исследований и преподавания».
Он работает в этом направлении, лоббируя правительство и парламент Великобритании; ввод в эксплуатацию отчетов и исследований; создание форума, на котором его учреждения-члены могли бы обсуждать вопросы, представляющие общий интерес; и выявлять возможности для их совместной работы.
Руководство
Russell Group возглавляет главный исполнительный директор д-р Тим Брэдшоу и возглавляет профессор сэр Антон Мускателли, вице-канцлер Университета Глазго.
В мае 2020 года Russell Group назначила следующего председателя профессора Нэнси Ротвелл, президента и вице-канцлера Манчестерского университета, начиная с сентября 2020 года.

## Члены
Группа Рассела в настоящее время[когда?] насчитывает двадцать четыре члена, из которых двадцать из Англии, два из Шотландии и по одному из Уэльса и Северной Ирландии. Из английских членов пять являются представителями Большого Лондона; три из Йоркшира и региона Хамбер; по два от каждого из северо-восточного, северо-западного, западного Мидлендского, юго-западного и юго-восточного регионов; и по одному от каждого из регионов Восточного Мидлендса и Востока. Четыре члена Russell Group являются составными колледжами Лондонского университета, а пятый лондонский институт, Имперский колледж Лондона, был частью Лондонского университета до 2007 года.
В настоящее время[когда?] членами Группы Рассел являются:
- Бирмингемский университет
- Бристольский университет
- Кембриджский университет
- Кардиффский университет
- Эдинбургский университет
- Университет Глазго
- Имперский колледж Лондона
- Кингс-Колледж при Лондонском университете
- Университетский колледж Лондона при Лондонском университете
- Университет Лидса
- Ливерпульский университет
- Лондонская школа экономики и политических наук при Лондонском университете
- Манчестерский университет
- Ньюкаслский университет
- Ноттингемский университет
- Университет королевы (Белфаст)
- Оксфордский университет
- Шеффилдский университет
- Саутгемптонский университет
- Уорикский университет
- Даремский университет
- Эксетерский университет
- Лондонский университет королевы Марии при Лондонском университете
- Университет Йорка

## Статус
Исследование
В 2015/16 году, после Рамочной программы передового опыта в области исследований 2014 года, 19 английских университетов с ассигнованиями на финансирование исследований HEFCE (за исключением переходного финансирования) более 20 миллионов фунтов стерлингов были членами Russell Group. Единственным английским учреждением Russell Group, получившим ассигнования ниже 20 миллионов фунтов стерлингов, была LSE (18,6 миллиона фунтов стерлингов), которая заняла 22-е место после университетов Лестера и Ланкастера (оба по 19 миллионов фунтов стерлингов).
В 2010/11 году 19 из 20 британских университетов с самым высоким доходом от исследовательских грантов и контрактов были членами Russell Group. С точки зрения общих ассигнований на финансирование исследований от Совета по финансированию высшего образования Англии (HEFCE) в 2007/8 году, все 15 лучших университетов были учреждениями Russell Group. LSE была 21-й, из-за её ориентации на менее дорогостоящие исследования в области социальных наук. Королевский университет Белфаста, Кардиффа, Глазго и Эдинбурга не были включены в эту таблицу, так как они не являются английскими учреждениями. Учреждения Russell Group получили 82 % от общего объёма финансирования исследований HEFCE.
Показатели финансирования исследований зависят от факторов, отличных от качества исследований, в частности, существуют различия, обусловленные институциональным размером и распространением предметов (например, наука, техника и медицина, как правило, привлекают больше денег).